# Міроняса (комуна)
Міроняса (рум. Mironeasa) — комуна у повіті Ясси в Румунії. До складу комуни входять такі села (дані про населення за 2002 рік):
- Міроняса (3603 особи)
- Скіту-Хадимбулуй (113 осіб)
- Уршица (617 осіб)

Комуна розташована на відстані 299 км на північ від Бухареста, 24 км на південний захід від Ясс.

## Населення
За даними перепису населення 2002 року у комуні проживали 4333 особи.
Національний склад населення комуни:
| Національність | Кількість осіб | Відсоток |
| -------------- | -------------- | -------- |
| румуни         | 4005           | 92,4%    |
| цигани         | 327            | 7,5%     |

Рідною мовою назвали:
| Мова      | Кількість осіб | Відсоток |
| --------- | -------------- | -------- |
| румунська | 4010           | 92,5%    |
| циганська | 323            | 7,5%     |

Склад населення комуни за віросповіданням:
| Релігія       | Кількість осіб | Відсоток |
| ------------- | -------------- | -------- |
| православні   | 4072           | 94,0%    |
| п'ятдесятники | 144            | 3,3%     |
| старообрядці  | 108            | 2,5%     |
| адвентисти    | 6              | 0,1%     |
| римо-католики | 2              | < 0,1%   |
| бретрени      | 1              | < 0,1%   |